# Celastrina placidula
Celastrina placidula är en fjärilsart som beskrevs av Druce 1895. Celastrina placidula ingår i släktet Celastrina och familjen juvelvingar. Inga underarter finns listade i Catalogue of Life.

## Bildgalleri

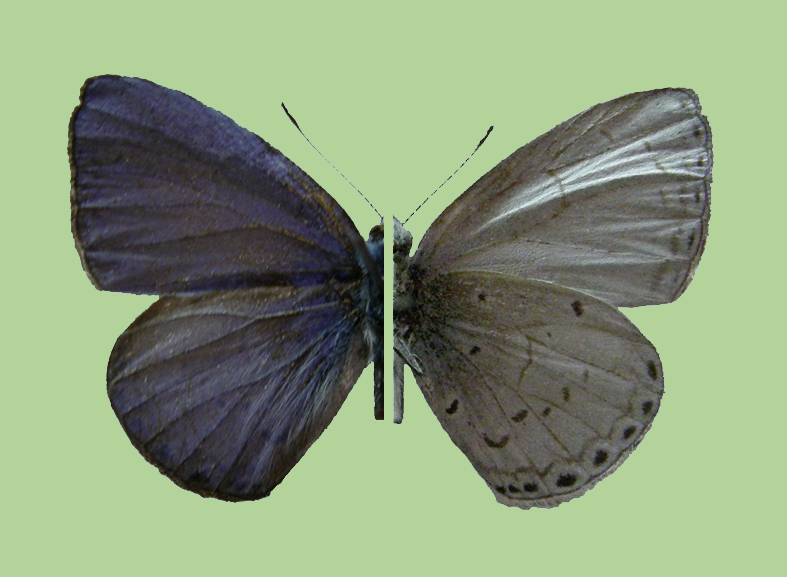
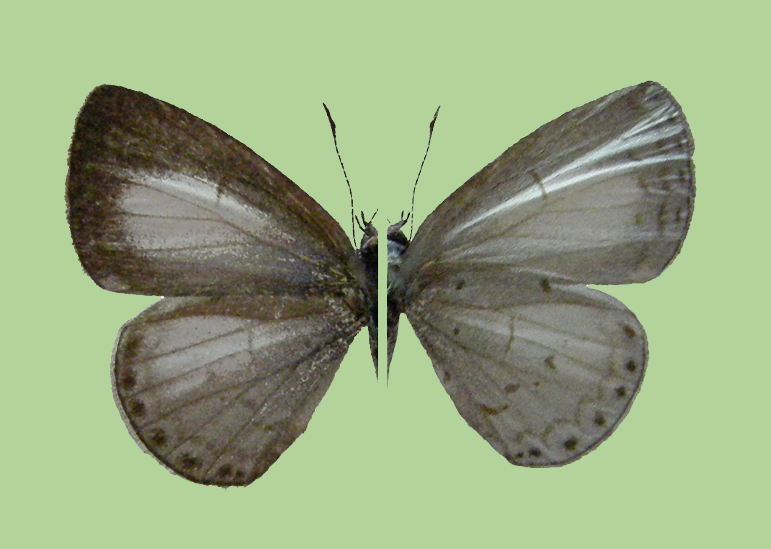
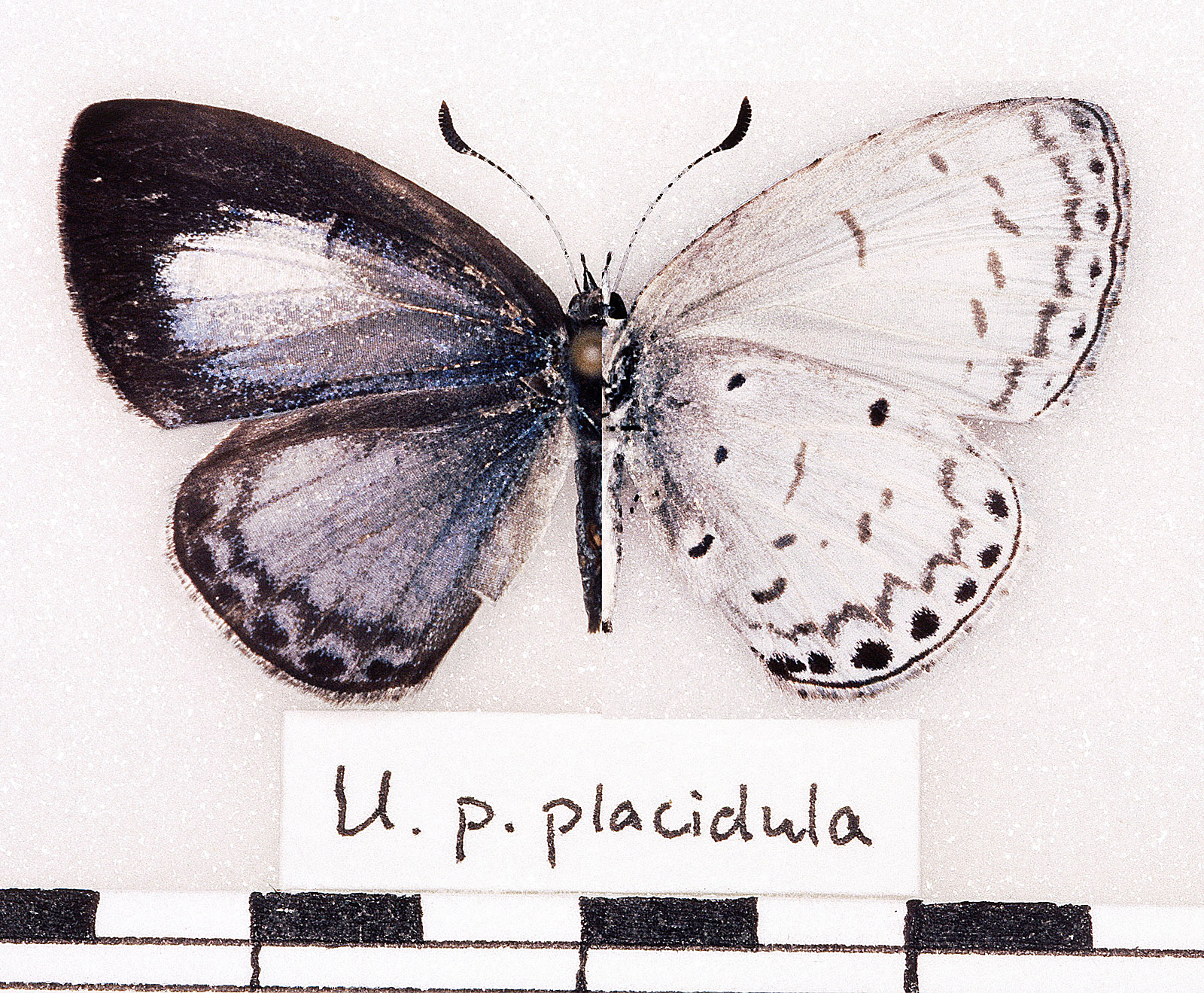